# Tour Landscape
Tour Landscape är en skyskrapa i La Défense i Paris storstadsområde i Frankrike.
Ligger på Place des Degrés i Puteaux, är landskapsfastighetskomplexet en del av Rose de Cherbourg-projektet som planerar en ombyggnad av Boulevard Circulaire-ringen i en strandpromenad med upphängd vegetation inspirerad av High Line i New York samt nya länkar mellan staden Puteaux och La Défense.
Ursprungligen byggt 1983 öppnade moderniseringen av tornet i mars 2021.